# Wäller-Kaserne
Die Wäller-Kaserne in Westerburg war zwischen ihrer Fertigstellung im Jahre 1966 und ihrer Aufgabe im Jahre 2007 ein Standort der Bundeswehr. Wäller heißt nach dem in der Region gesprochenen Dialekt „Westerwälder“ und nimmt damit Bezug auf die geografische Lage der Kaserne im Westerwald. Der Standort am nordwestlichen Rand der Innenstadt von Westerburg umfasste eine Fläche von ca. 39 Hektar. Nördlich an das Kasernengelände grenzt der Standortübungsplatz an. Das Kasernengelände gliederte sich in einen Unterkunftsbereich sowie in einen Abschnitt mit Kfz- und Werkhallen, Fahrzeugabstellflächen und anderen technischen Anlagen. Im Norden befanden sich eine erst 2001 fertiggestellte Kleiderkammer, eine Panzerwaschanlage und Sportanlagen.

## Stationierungsgeschichte

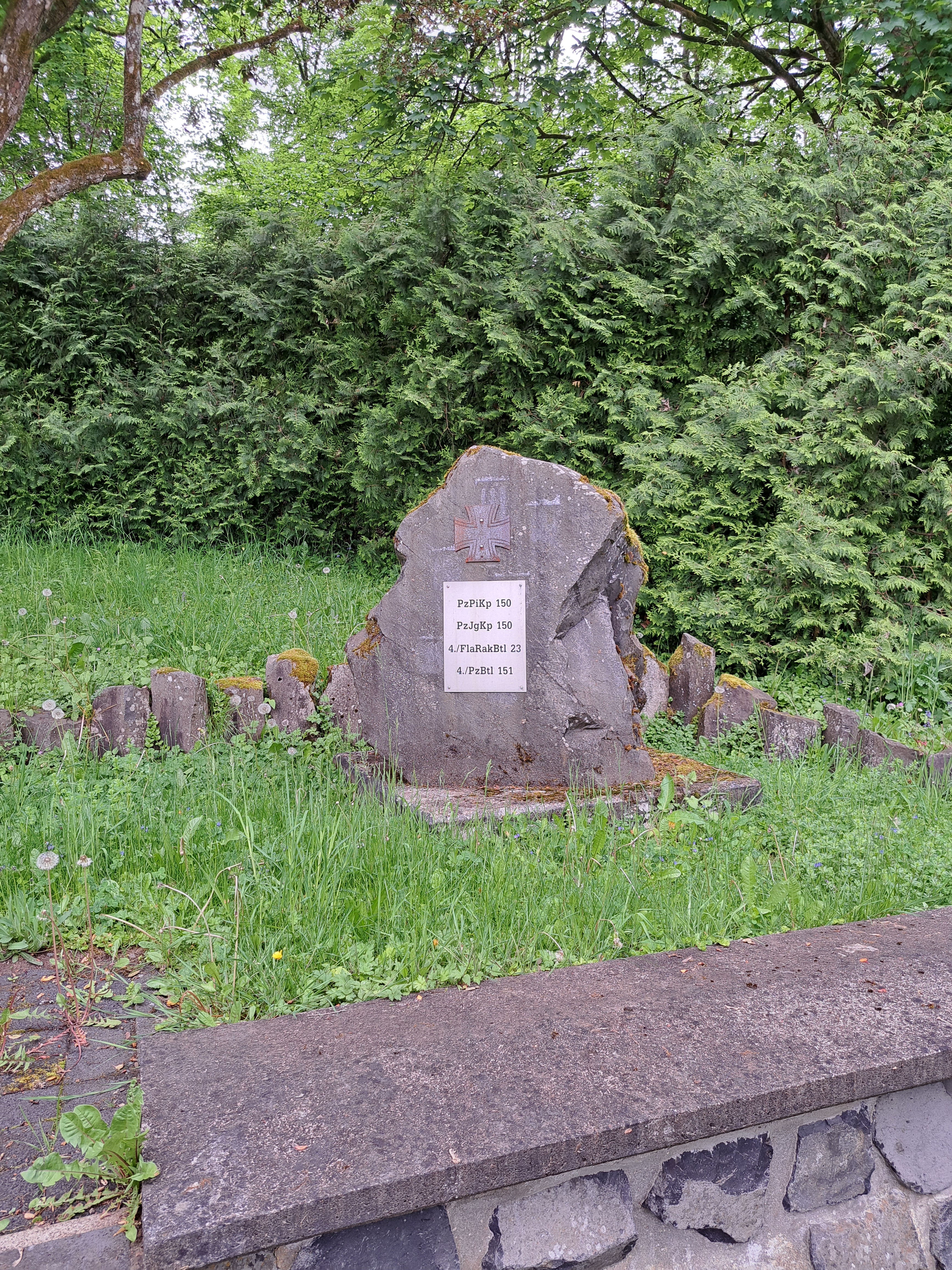
Gedenkstein mit ehemaligen stationierten Einheiten in der Wäller-Kaserne Westerburg

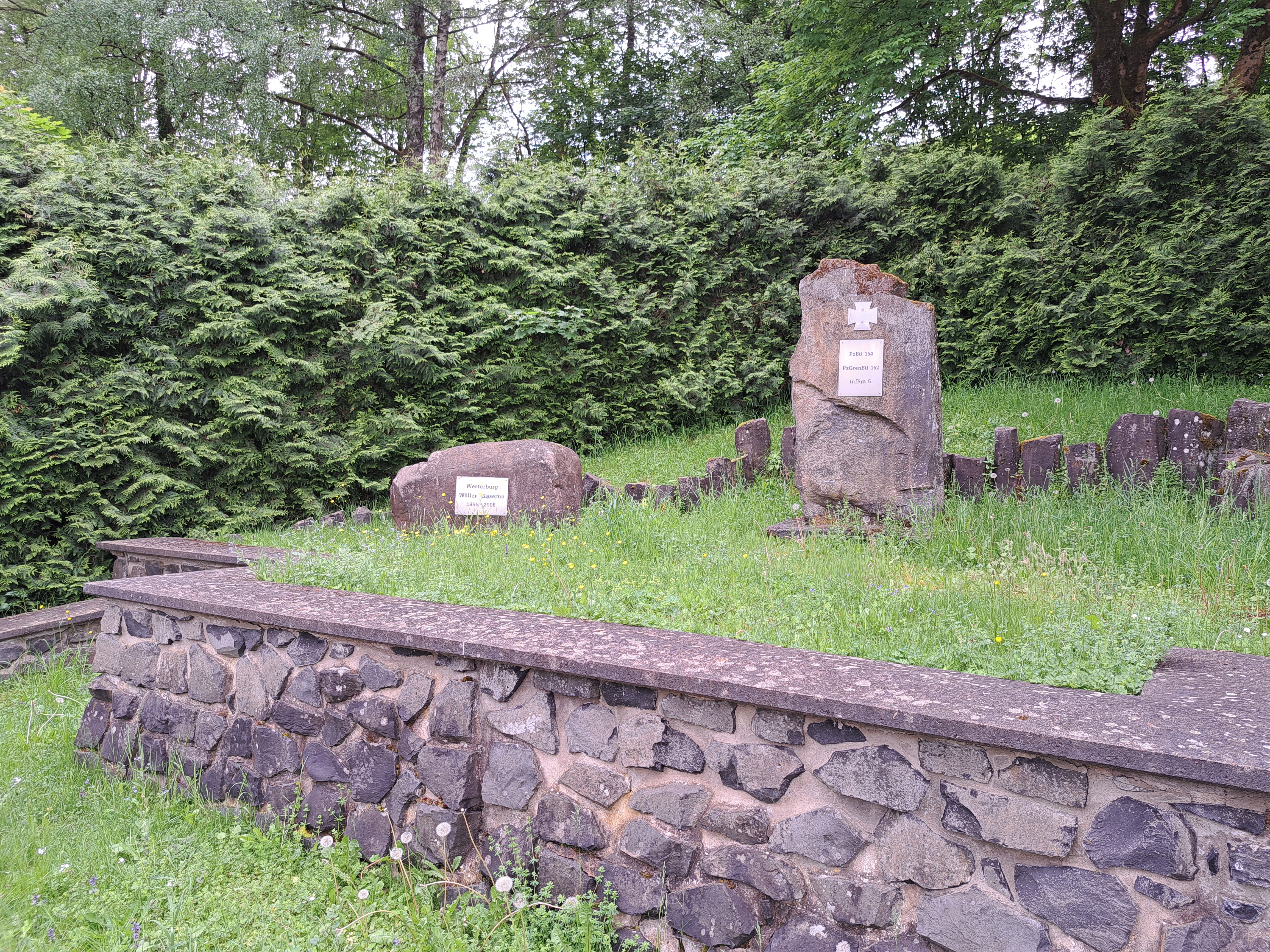
Erinnerung an die Nutzung des Geländes durch die Bundeswehr

Mit der Fertigstellung der Kaserne zog am 6. Juni 1966 das Panzergrenadierbataillon 152 ein. Diese Einheit war im März 1959 aus dem im September 1957 in der Gneisenau-Kaserne Koblenz aufgestellten Panzergrenadierregiment 25 hervorgegangen. Es gehörte der Panzerbrigade 15 an. Das Bataillon verrichtete seinen Dienst in Westerburg bis zum 30. September 1981. Es wurde dann mit der Heeresstruktur 4 in das Panzerbataillon 154 umgegliedert. Mit der Auflösung der Panzerbrigade 15 nach dem Ende des Kalten Krieges im Jahre 1993 wurde es der Panzerbrigade 34 unterstellt. Das Panzerbataillon 154 blieb bis zur Stilllegung des Standortes in der Kaserne stationiert und wurde zum 31. Dezember 2006 aufgelöst.
Die am 1. April 1960 aufgestellte 4. Batterie des Flugabwehrraketenbataillon 23 wurde im August 1962 zunächst im Scharnhorst-Lager in Gießen, der späteren Steuben-Kaserne, untergebracht. Am 5. September 1966 erfolgte der Umzug in die Westerburger Kaserne und die Stellungen bei Obersayn. Die Batterie verfügte über nuklearwaffenfähige Systeme; der Einheit war bis 30. März 1984 daher das Team A des 501st US Artillery Detachment zugeordnet, das im Ernstfall die atomaren Sprengköpfe übergeben hätte. Am 19. Dezember 1986 wurde die Batterie schließlich aufgelöst.
Die Panzerpionierkompanie 150 war zum 1. Oktober 1966 am Standort gebildet worden. Sie wechselte 1993 im Unterstellungsverhältnis von der Panzerbrigade 15 zur Panzerbrigade 34. Am 31. März 2002 wurde die Kompanie außer Dienst gestellt.
Am Standort wurde zum 1. Oktober 1968 die Panzerjägerkompanie 150 aufgestellt. Auch sie gehörte zur Panzerbrigade 15. 1993 wurde die Kompanie ebenfalls der Panzerbrigade 34 zugeordnet, bis sie schließlich am 31. März 1997 aufgelöst wurde.
Im Zuge der Einführung der Heeresstruktur 4 erhielt die Panzerbrigade 15 zusätzlich das gemischte, teilgekaderte Panzerbataillon 151. Die Kompanien waren jeweils im Frieden anderen Bataillonen der Brigade unterstellt. Am Standort wurde deshalb am 1. Oktober 1980 die 1./Panzerbataillon 151 TE 35 und die 4./Panzerbataillon 151 gebildet. Das Bataillon wurde jedoch kurz nach dem Ende des Kalten Krieges und der Deutschen Wiedervereinigung am 30. September 1992 wieder aufgelöst.
Für die medizinische Versorgung war am Standort ab 1. März 1965 bis zum 30. September 1972 die Zahnstation H 015/1, zwischen dem 1. Oktober 1972 und dem 31. März 1981 die Zahnstation (Terr) H 417 sowie die Zahnarztgruppe 415/2 zwischen dem 1. April 1981 und dem 31. Dezember 1998 eingerichtet. Vom 1. April 1984 bis zum 31. Januar 1997 war ein Truppenarzt in der Kaserne stationiert sowie zwischen dem 1. Juli 1972 und dem 30. Juni 1997 der Sanitätsbereich 41/24 mit Material ausgestattet. In den 1980er Jahren bestand darüber hinaus noch der Luftwaffensanitätstrupp 4 Flugabwehrraketenbataillon 23.
Der Kaserne dienten ferner die Standortverwaltung Westerburg, die Standortfernmeldeanlage 421/303, die Standortmunitionsniederlage 412/2 und die Übungsschießanlage Fliegerabwehr aller Truppen 412/2. Der Dienstposten des Standortfeldwebels war zwischen dem 1. April 1982 und dem 31. März 1999 sowie der Kasernenfeldwebel mit Standortaufgaben Westerburg zwischen dem 1. April 1982 und dem 30. September 1994 eingerichtet. In unmittelbarer Nähe der Kaserne befand sich das Korpsdepot 353 und in etwa 5 km Entfernung das Korpsdepot 368 nahe der Ortschaften Dreifelden/Linden.
Am 1. Oktober 1992 wurde das in der Fritsch-Kaserne in Koblenz stationierte Panzerbataillon 153 in ein gekadertes Aufwuchsbataillon mit Führungspersonal umgegliedert und in die Wäller-Kaserne verlegt. Hier wurde es am 6. September 2002 aufgelöst.
Der letzte Appell in der Wäller-Kaserne fand am 22. September 2006 statt.

## Konversion
Nach der Aufgabe der Kaserne zum 31. Dezember 2007 durch die Bundeswehr fasste die Stadt Westerburg am 21. August 2008 den Aufstellungsbeschluss für einen Bebauungsplan mit dem ehemaligen Standort als Plangebiet.
Zwischen Mai 2011 und Mai 2014 fand die Beteiligung der Behörden, der Träger öffentlicher Belange und der Öffentlichkeit statt. Durch Beschluss der Stadt vom 15. Dezember 2011 wurde der Bebauungsplan mit dem Namen „Wäller-Park“ versehen. Der Bebauungsplan sieht auf dem ehemaligen Bundeswehrgelände ein Industriegebiet mit ca. 3,54 ha, mehrere Gewerbegebiete mit 16,89 ha und Mischgebiete von 4,01 ha vor. 2015 folgte eine erste Änderung des Bebauungsplans.
Im April 2011 verkaufte die Stadt Westerburg das Kasernengelände an eine Gesellschaft für Städtebau und Konversion als joint-venture-Investorengemeinschaft, zu der das Unternehmen Triwo aus Trier und eines aus Kaiserslautern gehören. Bereits Ende August 2012 hatten sich im Kasernengelände die „Freie Montessori-Schule Westerwald“ und mehrere Unternehmen niedergelassen. Zudem wurden zwei Energieparks auf dem früheren Standortübungsplatz für die Nutzung durch erneuerbare Energien geschaffen. Im Dezember 2012 schlossen das Land, die Stadt Westerburg und die Gesellschaft für Städtebau und Konversion einen städtebaulichen Vertrag zur Konversion ab. 2014 wurde bekannt gegeben, dass das Land die Maßnahmen zur Umnutzung und Sanierung des Kasernengeländes mit 600.000 Euro bezuschusst. Dazu zählten insbesondere der Abriss von 9 Kasernengebäuden und die Reinigung des Entwässerungsnetzes der ehemaligen Kaserne. Mitte 2016 waren die Arbeiten an der Versorgungsinfrastruktur angelaufen. Im März 2017 waren im „Wäller-Park“ bereits 120 Arbeitsplätze entstanden und sämtliche Gebäude in den als Gewerbegebiet ausgewiesenen Flächen durch Betriebe gekauft oder gemietet, darunter eine Spedition, ein Bauunternehmen, eine Produktionsfirma für Treppen, eine Kraftfahrzeugwerkstatt und ein Elektrofachbetrieb. Bis auf die für die  Montessori-Schule genutzten zwei Häuser waren sämtliche Unterkunftsgebäude bereits abgebrochen. Auf den freigewordenen Flächen und dem ehemaligen Exerzierplatz sollen Wohngebäude entstehen. Hierfür sollte noch eine kürzere Anbindung an das Stadtgebiet durch eine Erschließungsstraße geschaffen werden.